# Castillo de Kamianets-Podilski
El castillo de Kamianets-Podilski (en ucraniano: Кам'янець-Подільська фортеця; en polaco: twierdza w Kamieńcu Podolskim) es un antiguo castillo ruteno-lituano y posteriormente polaco en la ciudad de Kamianets-Podilski del óblast de Jmelnitski, Ucrania.
Los relatos históricos fechan el castillo de Kamianets-Podilski a principios del siglo XIV, aunque evidencia arqueológica reciente ha demostrado que la existencia humana en la zona se remonta al siglo XII o XIII. Inicialmente construido para proteger el puente que conecta la ciudad con el otro lado del río, el castillo se encuentra en la cima de una península excavada por el sinuoso río Smotrich, formando un sistema de defensa natural para el casco antiguo de Kamianets-Podilski.
Su ubicación en un cruce de transporte estratégico en Podolia (región histórica del oeste de Ucrania) convirtió al castillo en un objetivo principal para los invasores extranjeros, quienes lo reconstruyeron para satisfacer sus propias necesidades, lo que aumentó su diversidad arquitectónica multicultural. En concreto, el complejo consta de la Ciudad Vieja fortificada por el rey Casimiro IV, el Castillo Viejo reconstruido por los reyes Segismundo I y Esteban I Báthory, y el Castillo Nuevo fundado por los reyes Segismundo III y Ladislao IV. Sin embargo, a pesar de los numerosos cambios arquitectónicos y de ingeniería en la estructura original, el castillo todavía forma un diseño arquitectónico coherente, siendo una de las pocas construcciones medievales en la Ucrania actual que está relativamente bien conservada.
Junto con el barrio del casco antiguo, el castillo forma parte de la Reserva Histórico-Arquitectónica Nacional Kamianets y del Parque nacional natural Podilski Tovtry. El complejo es candidato a Patrimonio de la Humanidad por la UNESCO, nominado en 1989 por los representantes ucranianos, y también una de las Siete Maravillas de Ucrania. Hoy en día, el castillo de Kamianets-Podilski es el monumento más reconocido de la ciudad y sirve como una importante atracción turística regional y nacional.

## Historia
El nombre del castillo se atribuye a la raíz Kamin, palabra eslava para la piedra.

### Orígenes del castillo

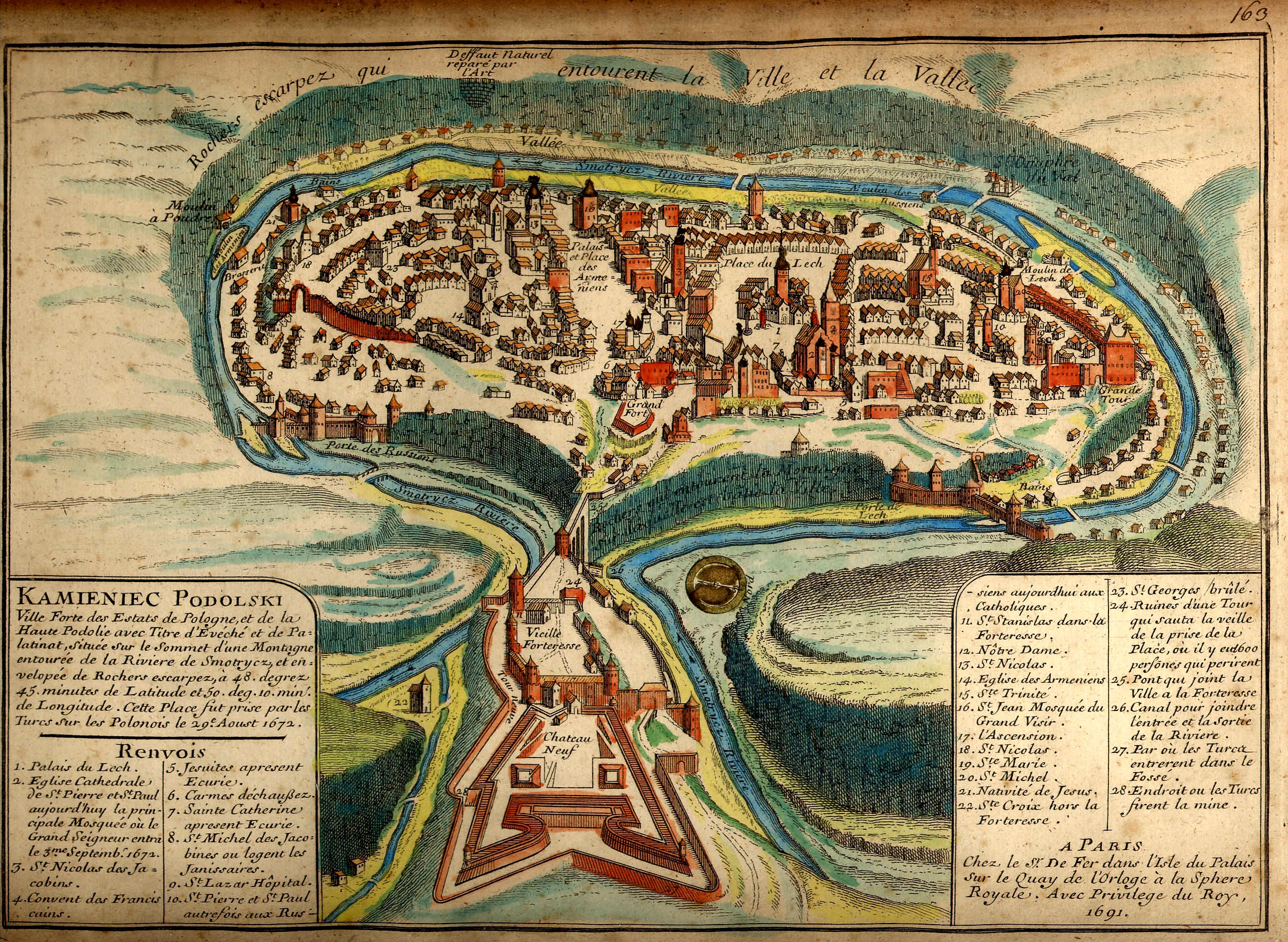
Un mapa francés que representa el barrio y el castillo del casco antiguo de Kamianets (1691).

Tradicionalmente, se ha pensado que el castillo de Kamianets-Podilski fue fundado durante la segunda mitad del siglo XIV, ya que los primeros relatos históricos precisos del castillo se remontan a mediados del siglo XIV, cuando la mayoría de los territorios occidentales del Rus de Kiev estaban bajo control. control del Gran Ducado de Lituania. Un documento escrito por el príncipe Karijotas en 1374, por ejemplo, menciona que los derechos de Magdeburgo se entregarían a Kamianets dentro del castillo. Sin embargo, las excavaciones arqueológicas de la década de 1960 proporcionaron pruebas contrastantes que sugieren que el castillo podría datar incluso antes, de finales del siglo XII o principios del XIII. También se desprende claramente de la evidencia histórica y arqueológica que existió una fortaleza de tierra en el área durante la época del estado eslavo del Rus de Kiev, pero no en el mismo sitio que el castillo actual.
El castillo estaba obsoleto pero seguía siendo vital para la defensa de Kamianets y las rutas comerciales cercanas. Como resultado, el voivoda de Cracovia, Spytek de Melsztyn, comenzó a modernizar el complejo a principios del siglo XV. Durante la reconstrucción, se renovaron las antiguas torres y se añadieron diez torres nuevas. Un siglo y medio después, el castillo fue renovado nuevamente, esta vez por el ingeniero y arquitecto militar Hiob Bretfus, quien construyó las nuevas torres occidental y oriental, el muro oriental del castillo y una galería subterránea, así como las puertas completas y las viviendas para la comunidad starosta de la ciudad.
Durante mediados del siglo XIV y mediados del XV, el castillo de Kamianets-Podilski estuvo ubicado en una de las principales fronteras de la Mancomunidad polaco-lituana. Desde 1434 hasta su anexión al Imperio ruso en 1793, el castillo jugó un papel importante en la defensa contra las invasiones cosacas, otomanas y tártaras; Entre los siglos XV y XVII, el castillo fue atacado por hordas tártaras un total de 51 veces. Las invasiones tártaras de 1448, 1451, 1509 y 1528, así como el asedio otomano de 1533, causaron daños tanto al castillo como a la ciudad, pero todas estas invasiones fueron repelidas con éxito.

### Mancomunidad polaco-lituana

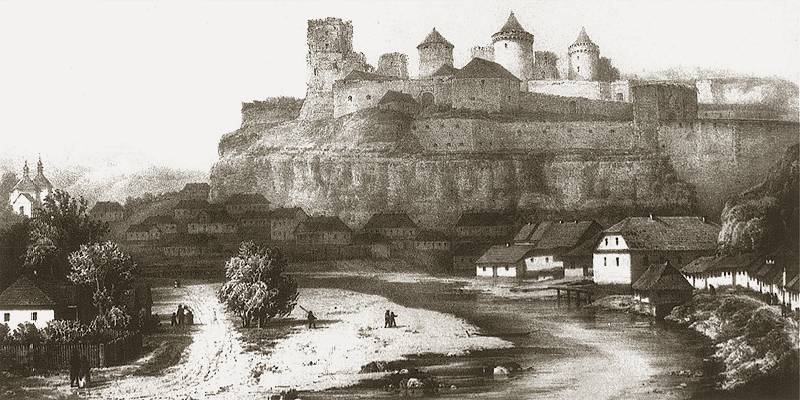
Antigua litografía que representa las murallas del castillo con un asentamiento debajo, que aún existe en la actualidad.

El castillo de Kamianets-Podilski jugó un papel importante durante la rebelión de Jmelnitski entre 1648 y 1654, cuando los cosacos de Zaporoyia liderados por el hetman Bogdán Jmelnitski, se aliaron con los tártaros de Crimea y el campesinado ucraniano local contra el ejército y la milicia de la Mancomunidad polaco-lituana. Durante el levantamiento, el castillo fue sitiado sin éxito por cosacos e insurgentes locales liderados por el comandante Maksim Krivonis. En 1651, el castillo fue objeto de otro asedio cosaco liderado por el hetman Iván Bohún, antes de que un contraataque inesperado de los insurgentes polacos bajo el mando de los comandantes Aleksandrenka y Chuika restableciera la presencia polaca en la zona y aliviara el asedio. Un ejército de 60 000 hombres liderado por el propio Jmelnitski reafirmó el control cosaco sobre el castillo en 1652. Sólo un año después, el castillo fue atacado una vez más, esta vez por una horda de 40 000 tártaros de Crimea.
A principios de agosto de 1672, una fuerza otomana de 300 000 liderada por el sultán Mehmed IV y una fuerza combinada de 40 000 tártaros y cosacos liderada por el hetman Petró Doroshenko sitiaron el castillo. Después de negociar con sus atacantes, los líderes de la ciudad entregaron el control de la fortaleza a los otomanos el 18 de agosto. En señal de protesta, el comandante de la fortaleza, Michał Wołodyjowski, y el mayor Ketling hicieron estallar la pólvora restante del castillo, matándose junto con 800 defensores. Durante 27 años después del ataque, la fortaleza sirvió como base del eyalato de Podolia.
Aunque había perdido su función defensiva, fue una de las fortalezas más fuertes del reino de Polonia hasta la Segunda Partición de Polonia el 21 de abril de 1793, cuando tanto el castillo de Kamianets-Podilski como la ciudad fueron transferidos a la soberanía del Imperio ruso.

### SiglosXIXyXX

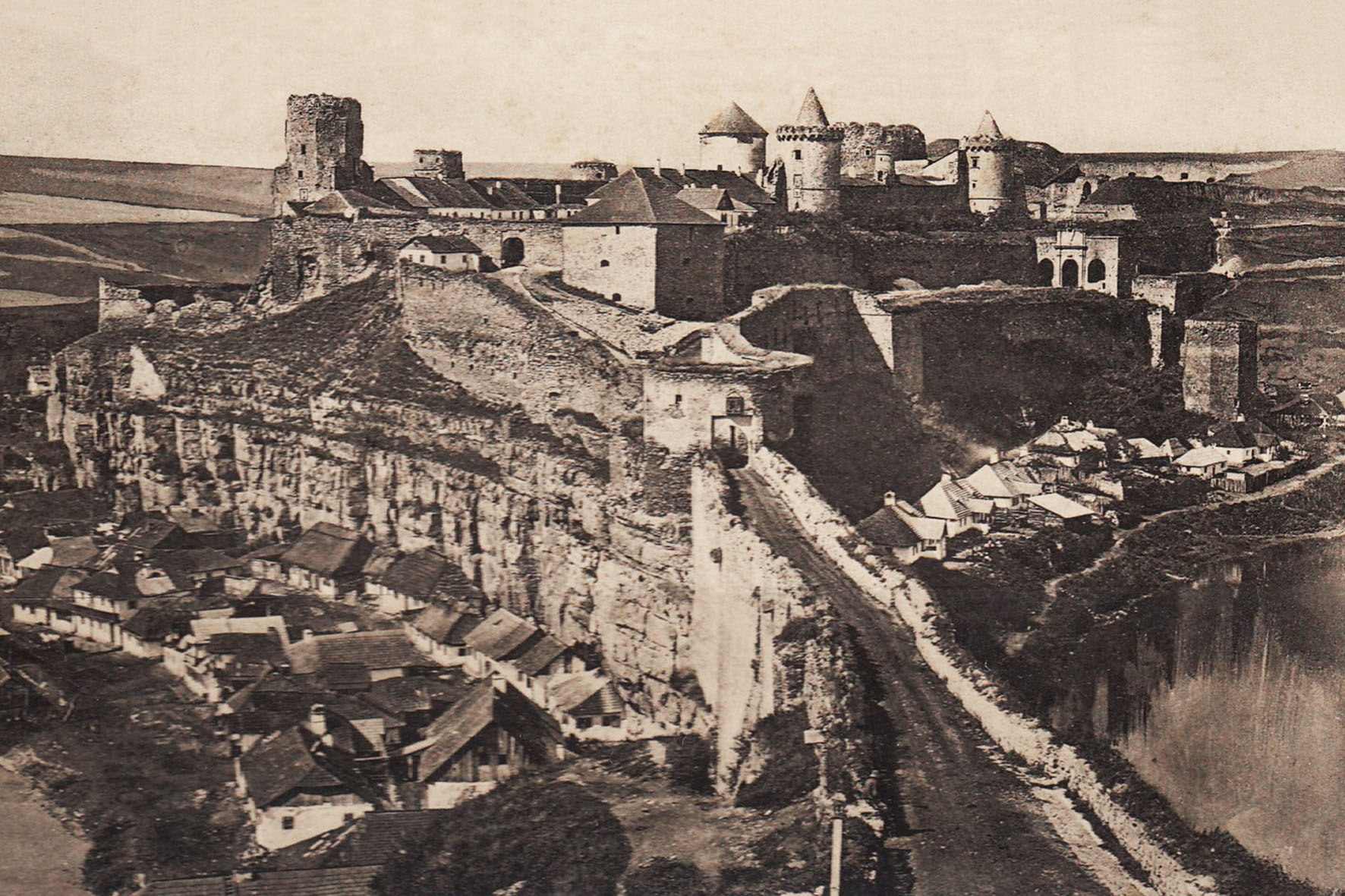
Vistas del castillo en 1875

Desde 1816 hasta 1914, la fortaleza pasó de ser una prisión militar a una cárcel para deudores, criminales y presos políticos. En 1831, el lexicólogo ruso Vladímir Dal trabajaba en el castillo y en ese momento escribía un diccionario de la lengua rusa. El castillo fue el centro del movimiento antifeudalismo en Podolia durante el siglo XIX liderado por el veterano de caballería de la invasión napoleónica de Rusia Ustim Karmaliuk (1787-1835), a quien ahora los ucranianos consideran un héroe popular nacional.
Después de una serie de cambios políticos tras la revolución rusa de 1905, la ley permitió los partidos y organizaciones políticos en todo el Imperio ruso. En 1906, en el castillo tenían su sede un total de 67 organizaciones políticas. Entre ellos se encontraba el periódico "Iskra" (Chispa) del Partido Laborista Socialdemócrata Ruso.
Un decreto emitido por el Sovnarkom de la República Socialista Soviética de Ucrania en 1928 declaró el complejo del castillo de Kamianets-Podilski como reserva histórico-cultural. A finales de la década de 1930, se hicieron planes para convertir el castillo en un museo, y en 1937 se iniciaron los trabajos de reconstrucción de los edificios.

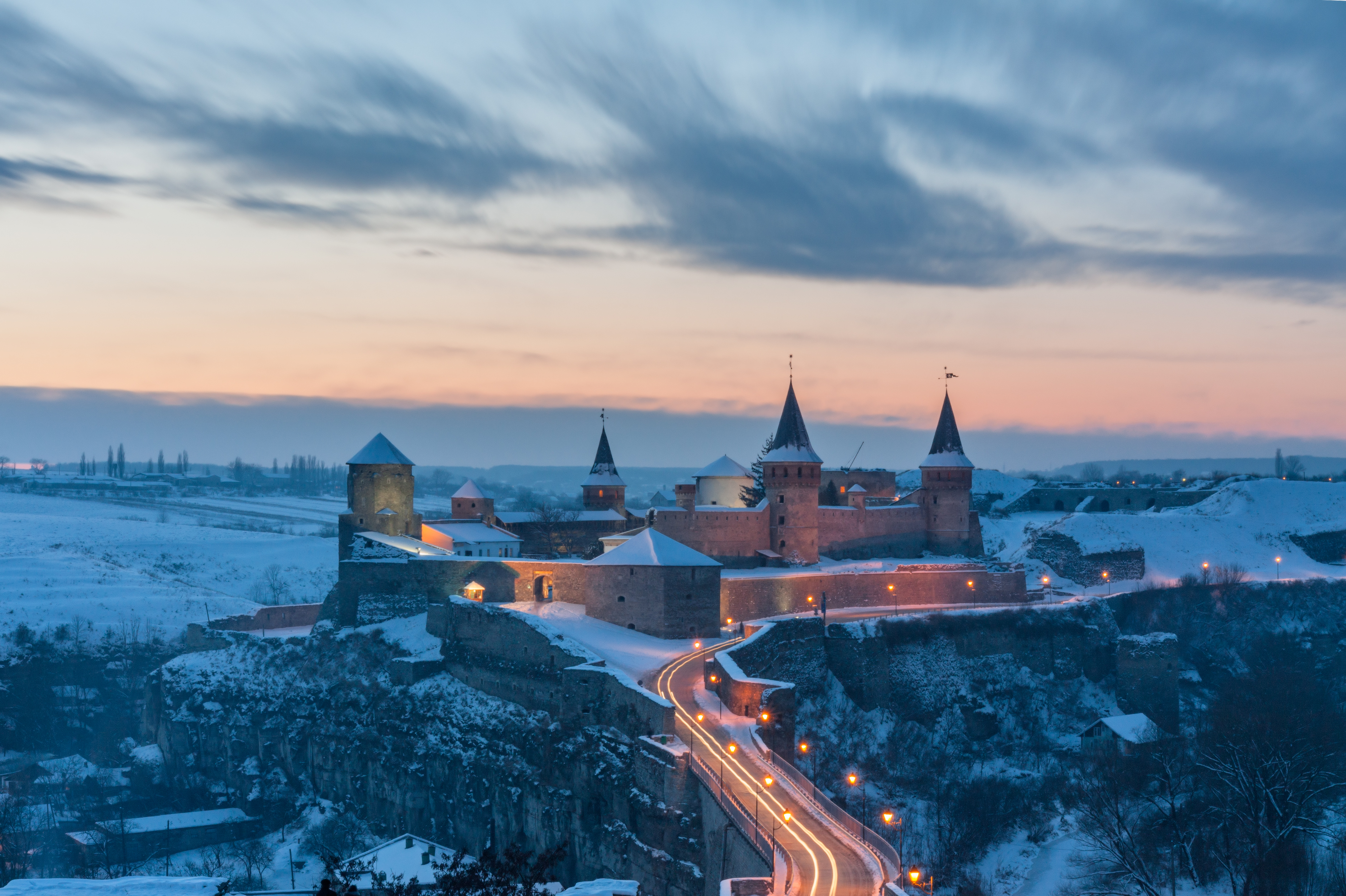
Castillo de Kamits-Podilski en invierno

En 1947, el castillo de Kamianets-Podilski fue incluido en la lista de reservas históricas de toda la Unión Soviética. El 18 de abril de 1958 se erigió una placa conmemorativa y un bajorrelieve que recuerda a Karmaliuk cerca de la exposición de Karmaliuk. Desde 1962 se han realizado trabajos de restauración y arqueológicos en el castillo bajo la supervisión de los arquitectos Y. Plamenytska y A. Tyupych. El 18 de mayo de 1977 se creó la Reserva Nacional Histórico-Arquitectónica "Kamianets".

### SigloXXI
En 2004, la reserva "Kamianets" fue convertida en distrito de preservación nacional. El 21 de agosto de 2007, el complejo fue declarado una de las Siete Maravillas de Ucrania cuando quedó en tercer lugar en una competencia a nivel nacional. Una fuerte tormenta el 1 de agosto de 2011 destruyó parcialmente la Torre Occidental nueva. La oficina del alcalde de la ciudad no negó que la integridad estructural de la torre se debilitó durante su última reconstrucción en 2007, allanando el camino para su colapso apenas cuatro años después.

## Arquitectura
A pesar de los muchos cambios arquitectónicos y de ingeniería a la estructura original, el castillo de Kamianets-Podilski sigue constituyendo un diseño arquitectónico coherente, es una de las pocas construcciones medievales en Ucrania, que está relativamente bien conservada. Las dos partes principales del castillo, el castillo Viejo (en ucraniano: Старий замок) y el castillo Nuevo (en ucraniano: Новий замок), se construyeron en diferentes épocas. El castillo Viejo defendía el acceso desde el casco antiguo de Kamianets-Podilski y fue construido para proteger contra los ataques directos de los soldados enemigos. Mientras tanto, el castillo Nuevo se formó durante las numerosas modernizaciones posteriores del castillo; su propósito era brindar protección contra los ejércitos de campaña enemigos y fue diseñado para apoyar inventos militares más nuevos, como cañones de artillería de largo alcance.

### Torres

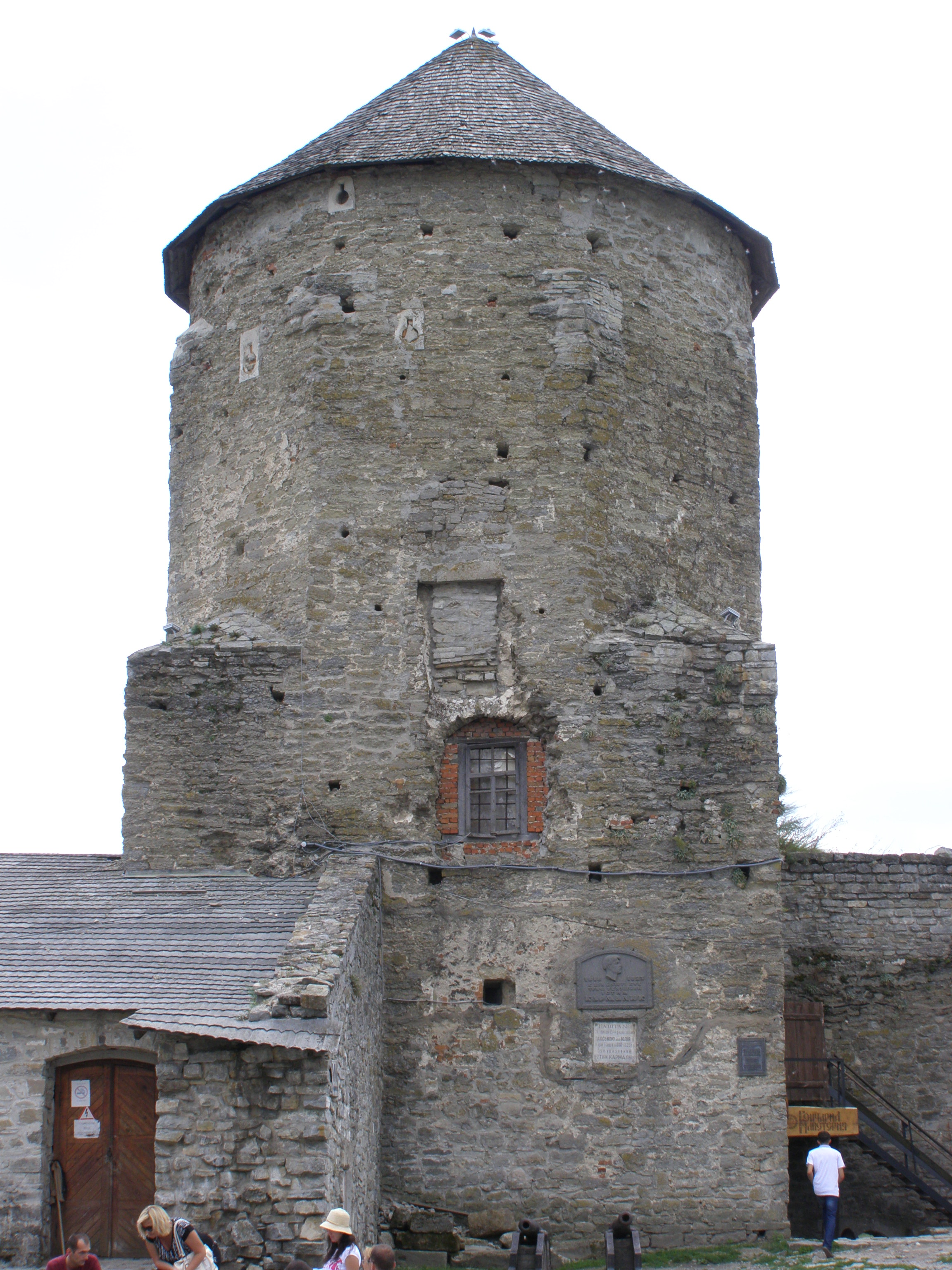
Torre del Papa

El castillo de Kamianets-Podilski, un importante y gran complejo de fortificación, tenía hasta 12 torres, algunas de las cuales se agregaron durante modernizaciones posteriores al castillo. Algunas de las torres estaban ubicadas en la península sobre la que se asienta el castillo principal; Algunas de las otras torres estaban ubicadas en las empinadas laderas al otro lado del río Smotrich. También había otras torres, como la Torre Pequeña Sur, una torre dacia-romana, mientras que otra torre dacia-romana se encontraba justo fuera de los muros orientales y una media torre se encuentra en el extremo occidental del puente del castillo. De estas torres, sin embargo, hoy sólo unas pocas permanecen ilesas. En concreto, las 12 torres fueron las:
- Torre del Papa (también conocida como torre de Karmeliuk o torre Julián) fue construida en algún momento de los siglos XV y XVI.[30] Dentro de la torre se encontraban un arsenal de artillería, un almacén de pólvora, una tesorería y un molino, interconectados con el extenso bastión al sur.[29]
- Torre Kovpak (también llamada torre Szlachta), una torre anterior que se originó entre los siglos XIV y XVI, donde se alojaba la nobleza szlachta de la ciudad.[29]
- Torre Tenchynska, de los siglos XIV al XVI, en memoria de la familia Tęczyński.[29]
- Torre Blanca (también conocida como torre Laska), construida en el siglo XV, que albergaba un arsenal de artillería adicional.[30][29]
- Torre Nueva Occidental (o Gran Torre), construida en 1544 y que sirvió como bastión. La torre contenía una de las imprentas del castillo y también proporcionaba una plataforma de artillería para cubrir los vastos campos que la rodeaban. Fue dañado por una fuerte tormenta en 2011.[29]
- La Torre Różanka (también conocida como Burgrabska o torre Kreslavska), construida entre los siglos XIV y XVI.[30] Albergaba una prisión en el sótano de la torre. Es una de las tres torres (Tenchynska y Lanckorońska) que fueron rematadas con una bóveda cónica especialmente diseñada para extraer los gases de la pólvora allí almacenada.[29]
- Torre del Agua (también conocida como torre Smotritska), una de las construcciones posteriores del castillo que data de los siglos XV al XVIII.[30] Solía estar conectada al castillo por la Puerta del Campo, ubicada a cierta distancia del recinto principal en el lado norte. Contenía un pozo que extraía agua del adyacente río Smotrich y un túnel secreto, cuya existencia sólo conocían los starosta y los escribas locales.[29]
- Torre del Comandante, construida en el siglo XV.[30]
- Torre Lanckorońska (o torre Laska Segunda ), construida entre los siglos XIV y XVI, en memoria de la familia Lanckoroński.[29]
- Torre Negra. De esta torre sólo quedan restos que datan de los siglos XV y XVI.[31] Sirvió como pañol de pólvora y fue volado en una protesta.[30]
- Torre Nueva Oriental, construida en 1544.[30]

### Murallas
La muralla de la parte norte defienden todo el patio interior. Los muros noroeste del patio forman el castillo Viejo, que termina entre las torres Dzienna y Rozhanka. Se componen de dos muros paralelos, que incluyen la Torre Pequeña Sur, los restos de la Torre Negra y una casamata de dos niveles, o emplazamiento de armas fortificado. El más antiguo de los dos muros data de principios del siglo XI y está construido con almenas. Otra casamata estaba ubicada en los muros orientales. Una entrada al castillo en los muros orientales se conoce como la Puerta del castillo Nuevo, y había dos puertas más, una, en los muros del norte, llamada Puerta del castillo Viejo, y otra, la Puerta del Campo, que conectaba la Torre del Agua con el resto del castillo. Los muros del norte están reforzados con el Bastión del Norte en toda su longitud. El bastión fue construido en 1790, justo antes de la segunda partición de Polonia. También está el castillo Nuevo, que fue diseñado como un hornabeque y ubicado al oeste del complejo principal del castillo.

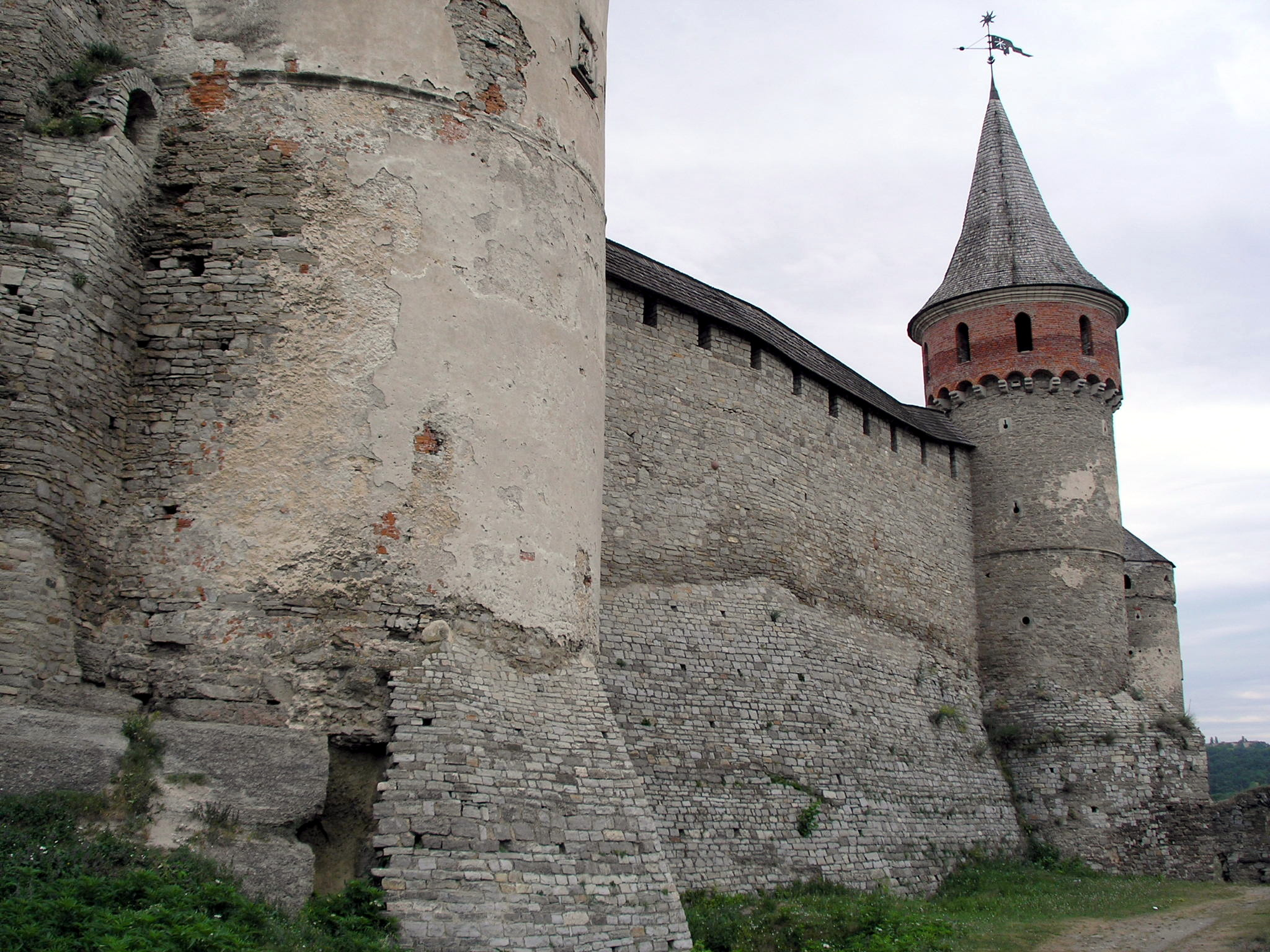
Siglos de ampliaciones a las murallas de la fortificación visibles en la diversidad arquitectónica del castillo.

En el lado oriental del patio del castillo se encontraban los restos de la iglesia de San Estanislao, junto a la cual se encontraba la tumba del señor Potocki. Junto a la torre Kovpak se encontraba una iglesia ortodoxa oriental donde fue enterrado el príncipe Karijotas. En el patio a lo largo de las paredes del sur entre las torres Kovpak y Tenchynska había un granero y un cobertizo para carros. Frente a ellos, cerca de las murallas norte y de la torre Lanckorońska, se encontraba la residencia de los starosta. Junto a la torre Tenchynska se encontraba el "Rurmush", que servía como depósito de agua para el castillo. En los muros del sur, más cerca de la torre Blanca (entre Tenchynska y las Torres Blancas), había una cocina y una panadería Junto a la torre Blanca, en los muros sur entre las Torres Blanca y Dzienna, se encontraba la sede del starosta. Contra los muros occidentales se encontraban los chelyadna, o cuartos de los siervos, que albergaban hasta 70 siervos que servían al castillo. Fuera de los muros norte se encontraban los establos del castillo, que podían albergar hasta 30 caballos. En el siglo XVI el castillo contaba con una guarnición de unos 300 soldados, que vivían en la localidad.
La escuela profesional industrial de Kamianets-Podilski ha investigado los muros del castillo. Descubrieron una zona de arenas movedizas al borde de la carretera, junto al barrio "Podzamche" o subcastillo de la ciudad, que el año anterior había socavado parcialmente los muros de soporte del castillo. Los efectos de la arena movediza habían dejado al descubierto los muros de cimentación de la fortaleza, de poco más de 5 m de profundidad. Los muros de los cimientos se construyeron sobre piedra caliza que crea un cañón a lo largo del valle del río. Otros trabajos de excavación mostraron que las murallas se extendían hacia el oeste, también desde el castillo Viejo hasta los baluartes del nuevo. En el foso también se encontraron las bases de apoyo del antiguo puente del castillo. Desde el sur, en la pared hay una abertura de 2,5 m de ancho y 5 m de alto, a través de la cual se suponía que fluía agua.

### Puente

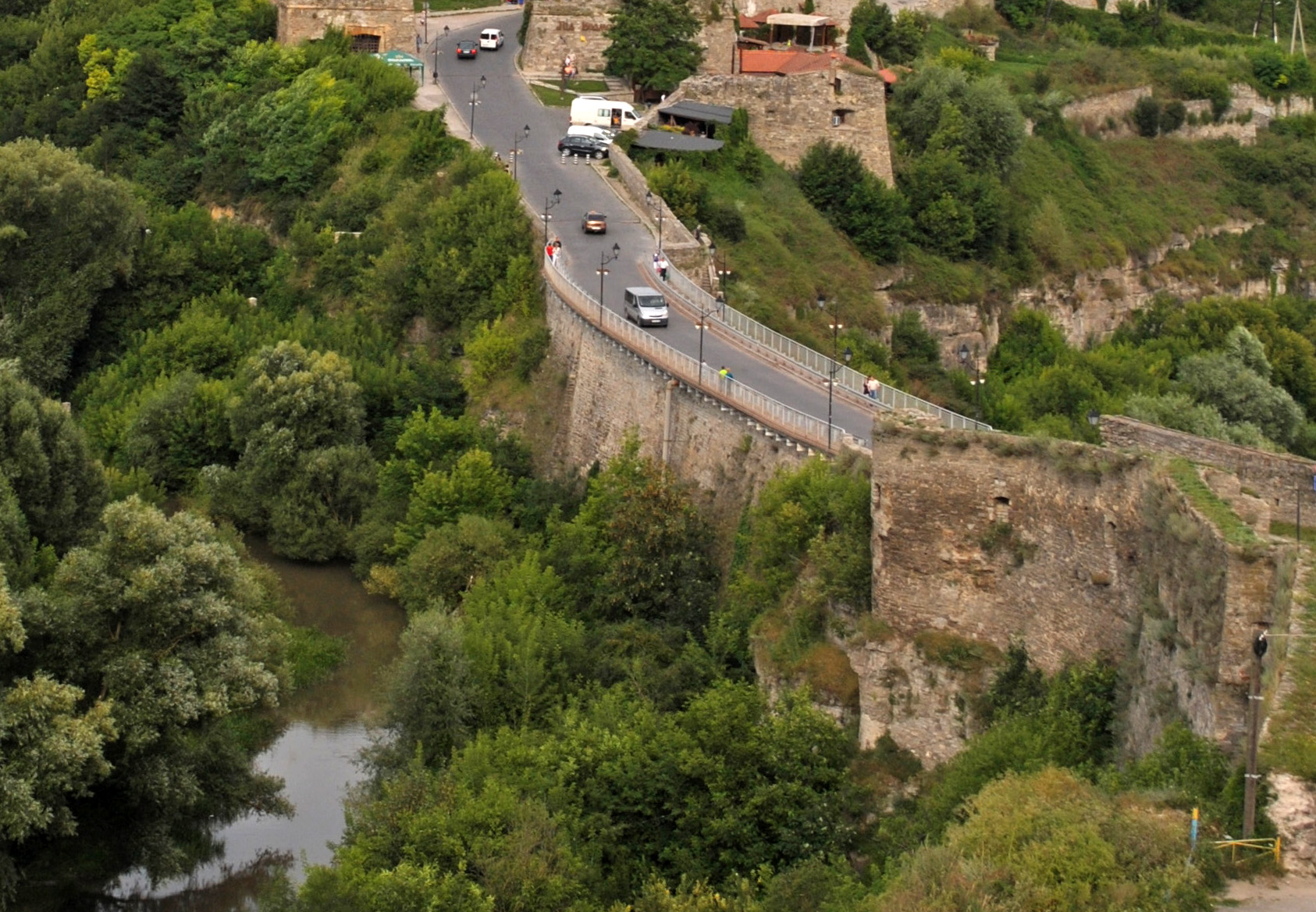
Puente del castillo

Como resultado de la ubicación única del castillo en una península, el puente del castillo (en ucraniano: Замковий міст) sirve como el único enlace de transporte al barrio del casco antiguo de la ciudad, considerada una hazaña considerable de la ingeniería medieval. El puente tiene una longitud de 88 m. En la entrada del puente, su ancho ronda los 8,5 m, mientras que al final se estrecha a 6,5 m. La altura del puente es de 27 m en la entrada y desciende a 17 m en el lado opuesto.
A principios del siglo XV se construyó una gran torre de puerta redonda en el extremo del puente del castillo; La altura del puente, incluida la torre, equivalía a la de ocho pisos modernos. Durante el fallido asedio polaco a la ciudad en 1687, el puente del castillo fue reconstruido y fortificado por los turcos, adquiriendo el nombre de "puente turco" (en ucraniano: Турецький міст), que muchos lugareños todavía lo llaman hoy en día. La fachada de piedra del puente estuvo en mal estado desde 1841 hasta finales del siglo XIX. La posterior falta de trabajos de conservación, junto con los daños causados por el terremoto de 1986, contribuyeron a su mal estado. En 2000, el  World Monuments Fund incluyó el puente del castillo de Kamianets-Podilski en el World Monuments Watch del año 2000.

## Legado
El castillo de Kamianets-Podilski fue la atracción más reconocida de la ciudad en 2005. El castillo también recibe una gran cantidad de turistas de toda Ucrania y del extranjero, atrayendo a miles de turistas anualmente. Su legado ha dejado varias leyendas locales. Según una leyenda, cuando el sultán otomano Osmán II llegó a Kamianets en 1621 para capturar la ciudad, supuestamente quedó impresionado por su fuerza y fortificaciones y preguntó: "¿Quién construyó esta gran ciudad?" . Entonces alguien le respondió: "Dios mismo". Cuando Osmán no pudo capturar el castillo, respondió: "Entonces deja que Dios mismo tome la ciudad".
Los acontecimientos del asedio otomano de 1672 fueron descritos en la novela histórica de 1888 Un héroe polaco, escrita por el premio Nobel polaco Henryk Sienkiewicz. El castillo ha aparecido en una moneda conmemorativa de la serie "Antiguas fortalezas en el río Dniéster" emitida por el Banco de la República de Transnistria, una república separatista y no reconocida internacionalmente dentro de Moldavia.